# Amiota wuyishanensis
Amiota wuyishanensis är en tvåvingeart som beskrevs av Chen och Zhang 2005. Amiota wuyishanensis ingår i släktet Amiota och familjen daggflugor. Inga underarter finns listade i Catalogue of Life.